# Erling
Erling er et oldnordisk drengenavn og betyder "søn af en jarl". Der er cirka 7.000 mænd, der hedder Erling i Danmark ifølge Danmarks Statistik. Navnet anvendes også som efternavn.

## Kendte personer med navnet

### Fornavn
- Erling Bonnesen, dansk politiker
- Erling Brene, dansk komponist
- Erling Bundgaard, dansk journalist
- Erling Dalsborg, dansk skuespiller og sanger
- Erling Dinesen, dansk socialdemokratisk politiker
- Erling Døssing, dansk fodboldlæge
- Erling Foss, dansk erhvervsmand
- Erling Jensen, dansk politiker og minister
- Erling Jepsen, dansk forfatter
- Erling Kristensen, dansk forfatter
- Erling Kroner, dansk basunist og orkesterleder
- Erling Olsen, dansk politiker
- Erling Schroeder, dansk skuespiller og sceneinstruktør
- Erling Skakke, norsk stormand i borgerkrigstiden
- Erling Spalk, dansk fodboldspiller
- Erling Sørensen, dansk fodboldmålmand
- Erling Tiedemann, dansk redaktør og tidligere Venstre-politiker
- Erling Haaland, norsk fodboldspiller

### Efternavn
- Ole Erling, dansk musiker.
- Tapani Erling, finsk økonom.

## Reference
1. ↑  "Navne – Danmarks Statistik". Arkiveret fra originalen 1. april 2009. Hentet 21. juni 2011.